# Vodní pólo na mistrovství Evropy v plaveckých sportech 1926
Zápasy ve vodním pólu na mistrovství Evropy v plaveckých sportech za rok 1926 proběhly v Budapešti, Maďarsko ve dnech 19. až 22. srpna 1926.

## Československá stopa
Československý plavecký svaz reprezentaci na mistrovství Evropy nepřihlásil.

## Medailisté
| Muži | Zlato | Stříbro | Bronz |
| ---- | --- | --- | --- |
| Tým  | Maďarské království (HUN) (István Barta, Tibor Fazekas, Márton Homonnai, Alajos Keserű, Ferenc Keserű, József Vértesy, János Wenk, ???, ???) | Švédsko (SWE) (Åke Nauman, Martin Norberg, Arne Borg, Hilmer Wictorin, Olle Bergvall, Cletus Andersson, Erik Andersson, Ingemar Wictorin, ???, ???) | Německá říše (GER) (Max Amann, Karl Bähre, Emil Benecke, Otto Cordes, Itze Gunst, Otto Haueisen, Otto Kühne, Erich Rademacher, Joachim Rademacher, Erich Treis, ???) |